# Oxford
Oxford (/ˈɒksfərd/), Ốc-xphót (Ngưu Tân) là thành phố, trung tâm hành chính của Oxfordshire, Trung Nam Anh, gần đoạn hợp lưu giữa sông Thames (ở đây gọi là Isis) và sông Cherwell. Thành phố nổi tiếng do là nơi có Đại học Oxford, một trong những trường đại học cổ và danh tiếng nhất thế giới. Oxford cũng là một trung tâm công nghiệp với các hoạt động in ấn, sản xuất xe và các sản phẩm thép.
Trung tâm của thành phố là Carfax (tiếng Latin quadrifurcua,"four-forked"), từ đó các phố chính chạy ra bốn điểm của đường vòng quanh; đây là trung tâm của một thành phố trung cổ có thành bao quanh. Trong các công trình nổi tiếng của thành phố đánh chú ý nhất là các nhà thờ: Nhà thờ Saint Michael (thế kỷ 11) và Nhà thờ Saint Mary the Virgin (thế kỷ 13); Thư viện Bodleian; Nhà hát Sheldonian (1664-1669), theo thiết kế của kiến trúc sư Christopher Wren. Ở đây cũng có Bảo tàng Nghệ thuật hiện đại (1965) và Bảo tàng Ashmolean (1683) chứa đựng các bộ sưu tập nghệ thuật và khảo cổ xuất sắc của Đại học Oxford. Thành phố Oxford cũng có Đại học Oxford Brookes (1992, trước đó là một trường bách khoa).
Địa điểm của Oxford ngày nay là một khu vực buôn bán của người Saxon gần các khu vực nước nông ở các con sông ở đây. Trong thế kỷ 10 và 11, thị trấn đã bị người Đan Mạch tấn công. Đến thế kỷ 13, với sự thành lập trường Đại học Oxford, nơi đây đã trở thành trung tâm giáo dục lớn của châu Âu. Vua Charles I đã chọn Oxford làm thủ đô từ năm 1642 đến năm 1645 trong thời kỳ Cách mạng Anh.

### Các thành phố kết nghĩa
- Bonn, Đức
- Grenoble, Pháp
- León, Nicaragua
- Leiden, Hà Lan
- Perm, Nga
- Umeå, Thụy Điển

Tất cả các thành phố này đều là thành phố đại học.

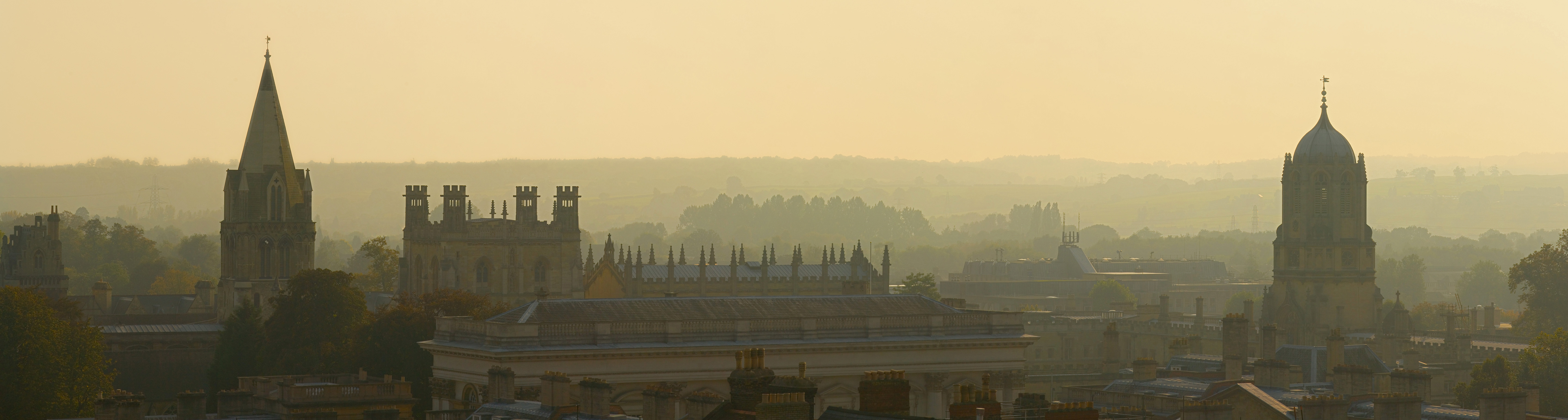
Trung tâm thành phố Oxford

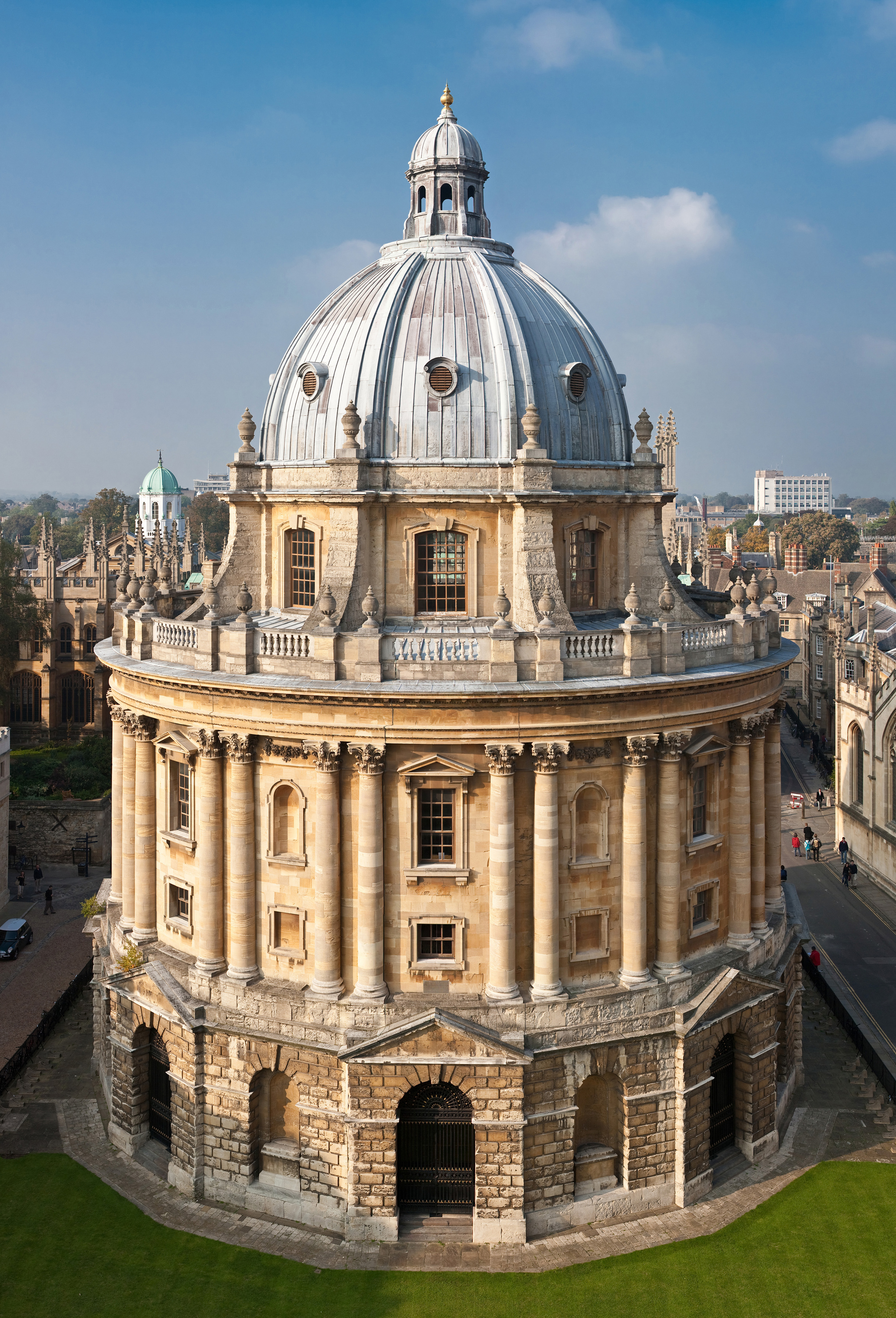
Radcliffe Camera

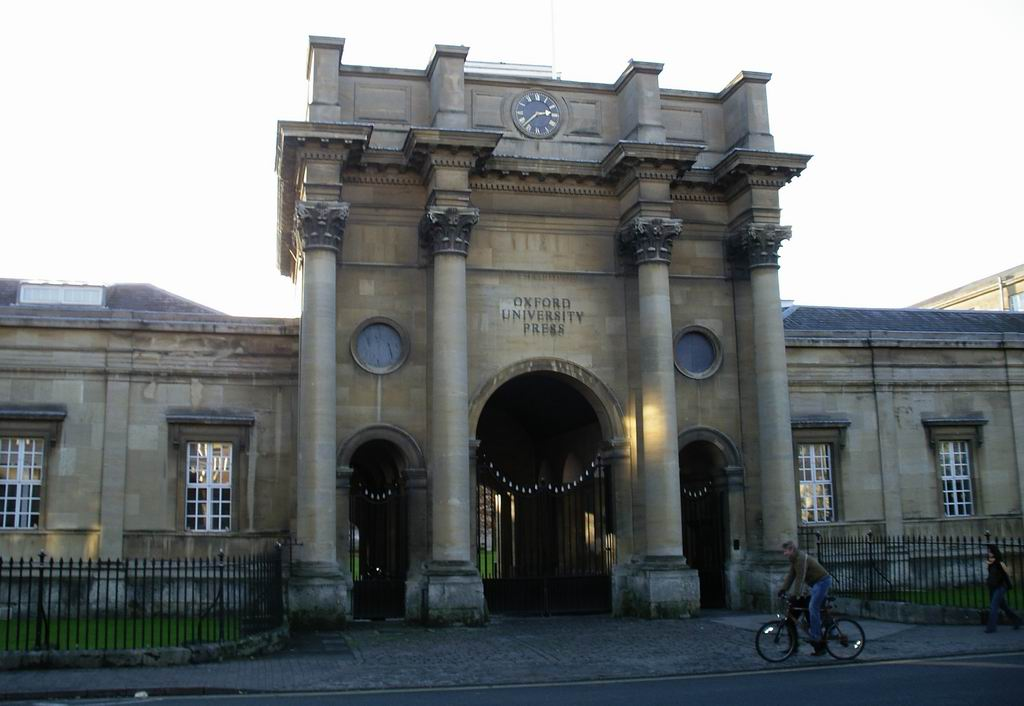
Oxford University Press

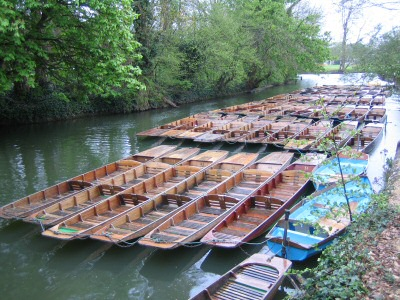
Punts ở Oxford